# Jaroslav Bednář
Jaroslav Bednář (* 9. listopadu 1976, Praha) je bývalý český hokejový útočník.

## Osobní život
Bednářovou první manželkou byla Martina, s níž má dceru Natálii. Později však začali žít odděleně – Martina Bednářová s tehdy ženatým Richardem Žemličkou a Jaroslav Bednář s o čtyři roky starší slovenskou zpěvačkou Darou Rolins. Následně se Bednář a Rolins zasnoubili, přestože Bednář nebyl stále ještě rozvedený, ale v roce 2006 se po dvouleté známosti rozešli. Potom tři roky tvořil pár se zpěvačkou Helenou Zeťovou. S ní se rozešel na jaře 2008. Od té doby žije s modelkou Lucií Hadašovou, kterou na vinici u obce Zaječí v roce 2013 pojal za manželku. Mají spolu dvě dcery, Denisu (* 2010) a Vanessu (* 2014), a syna Jaroslava Tobiase (* 2023).

## Hráčská kariéra
Svoji hokejovou kariéru začal v týmu HC Slavia Praha, kde prošel všemi mládežnickými kategoriemi. V sezoně 1994/1995 debutoval v prvním mužstvu hrajícím extraligu a zároveň nastupoval také formou střídavých startů za tehdy prvoligový klub HK Kralupy nad Vltavou. V roce 1997 přestoupil do konkurenční Sparty Praha, v jejímž dresu hrál stejně jako za Keramiku Plzeň nejvyšší soutěž. Ve stejném roce se také zúčastnil mezinárodního turnaje na Floridě a s týmem HC Cormoran Praha celý turnaj vyhrál. Následně odešel do Finska, kde působil v SM-liize v týmech JYP Jyväskylä a IFK Helsinky. V roce 2001 byl draftován NHL, když si jej ve druhém kole jako celkově 51. vybralo Los Angeles Kings z USA. V sezoně 2001/2002 nastupoval za Los Angeles i za farmářský celek Manchester Monarchs z AHL. V průběhu následujícího ročníku byl vyměněn do Floridy Panthers, zároveň pomáhal i na farmě v AHL v mužstvu San Antonio Rampage. Na konci sezony 2003/04 jeho kroky vedly do ruského celku Avangard Omsk, s nímž získal mistrovský titul v Superlize. V květnu 2005 zamířil po osmi letech zpět do Slavie Praha. V klubu se mu bodově i herně dařilo, získal s ním navíc v extralize dvě stříbrné (2005/06, 2008/09) a jednu zlatou (2007/08) medaili. V roce 2009 odešel podruhé do Ruska, tentokrát se upsal Torpedu Nižnij Novgorod z KHL. Následně přestoupil do Švýcarska do NLA, kde oblékal dresy klubů HC Davos a HC Lugano. S Davosem navíc získal v roce 2011 ligový titul. V listopadu 2012 se opět vrátil do Slavie, kde si tehdy při výluce NHL zahrál například s bývalými slávisty Romanem Červenkou, Tomášem Hertlem či Vladimírem Sobotkou. Ročník 2012/13 však dokončil ve švýcarském týmu SC Bern, se kterým se při svém krátkém působení radoval ze zisku titulu mistra ligy. V roce 2013 zamířil potřetí zpět do Slavie a uzavřel smlouvu na tři roky. V ročníku 2014/15 s ní sestoupil z nejvyšší soutěže.
V červnu 2015 se dohodl na ročním kontraktu s Mountfieldem HK z Hradce Králové, zájem o jeho služby měla také Plzeň. V dubnu 2016 podepsal s královéhradeckým vedením novou smlouvu na dobu jednoho roku. S Hradcem se představil na konci roku 2016 na přestižním Spenglerově poháru, kde bylo mužstvo nalosováno do Torrianiho skupiny společně s celky HC Lugano (Švýcarsko) a Avtomobilist Jekatěrinburg (Rusko) a skončilo v základní skupině na druhém místě. Ve čtvrtfinále poté vypadlo po prohře 1:5 nad evropským výběrem Kanady. V sezoně 2016/17 s klubem poprvé v jeho historii postoupil v extralize do semifinále play-off, kde byl tým vyřazen pozdějším mistrem – Kometou Brno v poměru 2:4 na zápasy, ale Bednář společně se spoluhráči a trenéry získal bronzovou medaili. Ještě v průběhu vyřazovacích bojů s vedení v březnu 2017 uzavřel nový roční kontrakt. 4. února 2018 vstřelil v utkání proti Zlínu tři branky, stal se tak nejstarším hráčem v české nejvyšší soutěži, který vstřelil hattrick. Po skončení extraligového ročníku 2017/18 se stal sportovním manažerem v klubu Mountfield HK. Tuto funkci vykonával do března 2020, kdy rezignoval z rodinných důvodů.
Po skončení sezony 2020/21 Slavia Praha vypadla ve čtvrtfinále playoff. Bednář se spoluhráčem Markem Tomicou oznámili ukončení kariéry. Bednář uvedl, že může ještě nastoupit v nějakém zápase v nižší soutěži.
Od roku 2021 do října 2023 byl sportovním manažerem klubu HC Slavia Praha.

## Ocenění a úspěchy
- 2000 SM-l – Hráč měsíce listopadu (1999/2000)
- 2001 SM-l – Trofej Aarne Honkavaarana
- 2008 ČHL – Nejlepší střelec v playoff
- 2008 ČHL – Cena Václava Paciny
- 2009 ČHL – Nejlepší hráč v pobytu na ledě +/−
- 2009 ČHL – Nejlepší nahrávač
- 2009 ČHL – Nejproduktivnější hráč
- 2011 NLA – Nejlepší nahrávač v playoff
- 2011 NLA – Nejproduktivnější hráč v playoff
- 2012 NLA – Media All-Star Tým
- 2017 ČHL – Nejlepší nahrávač

## Prvenství

### ČHL
- Debut - 22. listopadu 1994 (HC Slavia Praha proti HC Chemopetrol Litvínov)
- První gól - 10. ledna 1995 (AC ZPS Zlín proti HC Slavia Praha, brankáři Pavlu Maláčovi)
- První asistence - 13. ledna 1995 (HC Slavia Praha proti HC Dukla Jihlava)
- První hattrick - 25. ledna 1998 (HC Keramika Plzeň proti HC Velvana Kladno)

### NHL
- Debut - 4. října 2001 (Los Angeles Kings proti Phoenix Coyotes)
- První asistence - 1. listopadu 2001 (Los Angeles Kings proti Chicago Blackhawks)
- První gól - 16. března 2002 (Los Angeles Kings proti Pittsburgh Penguins, brankáři Johan Hedberg)

### KHL
- Debut - 11. září 2009 (Viťaz Čechov proti Torpedo Nižnij Novgorod)
- První gól - 13. září 2009 (HK Sibir Novosibirsk proti Torpedo Nižnij Novgorod, brankáři Alexandr Fomičev)
- První asistence - 15. září 2009 (Amur Chabarovsk proti Torpedo Nižnij Novgorod)

## Klubové statistiky
| Sezóna        | Klub                    | Soutěž        |     | Základní část | Základní část | Základní část | Základní část | Základní část |    | Play off | Play off | Play off | Play off | Play off |
| Sezóna        | Klub                    | Soutěž        | Z   | G             | A             | B             | TM            | Z             | G  | A        | B        | TM       |          |          |
| 1994–95       | HC Slavia Praha         | ČHL           | 20  | 6             | 7             | 13            | 4             | 3             | 0  | 0        | 0        | 0        |          |          |
| 1995–96       | HC Slavia Praha         | ČHL           | 20  | 3             | 1             | 4             | 6             | 3             | 0  | 0        | 0        | 0        |          |          |
| 1996–97       | HC Slavia Praha         | ČHL           | 45  | 18            | 12            | 30            | 18            | —             | —  | —        | —        | —        |          |          |
| 1997–98       | HC Slavia Praha         | ČHL           | 14  | 2             | 5             | 7             | 6             | —             | —  | —        | —        | —        |          |          |
| 1997–98       | HC Keramika Plzeň       | ČHL           | 34  | 26            | 15            | 41            | 16            | 5             | 2  | 4        | 6        | 4        |          |          |
| 1998–99       | HC Sparta Praha         | ČHL           | 52  | 23            | 14            | 37            | 30            | 8             | 5  | 2        | 7        | 0        |          |          |
| 1999–00       | JYP Jyväskylä           | SM-l          | 53  | 34            | 28            | 62            | 56            | —             | —  | —        | —        | —        |          |          |
| 2000–01       | IFK Helsinky            | SM-l          | 56  | 32            | 28            | 60            | 51            | 5             | 3  | 1        | 4        | 0        |          |          |
| 2001–02       | Los Angeles Kings       | NHL           | 22  | 4             | 2             | 6             | 8             | 3             | 0  | 0        | 0        | 0        |          |          |
| 2001–02       | Manchester Monarchs     | AHL           | 48  | 16            | 21            | 37            | 16            | —             | —  | —        | —        | —        |          |          |
| 2002–03       | Los Angeles Kings       | NHL           | 15  | 0             | 9             | 9             | 4             | —             | —  | —        | —        | —        |          |          |
| 2002–03       | Florida Panthers        | NHL           | 52  | 5             | 13            | 18            | 14            | —             | —  | —        | —        | —        |          |          |
| 2003–04       | Florida Panthers        | NHL           | 13  | 1             | 1             | 2             | 4             | —             | —  | —        | —        | —        |          |          |
| 2003–04       | San Antonio Rampage     | AHL           | 2   | 2             | 1             | 3             | 0             | —             | —  | —        | —        | —        |          |          |
| 2003–04       | Avangard Omsk           | RSL           | 29  | 10            | 5             | 15            | 34            | 11            | 2  | 0        | 2        | 2        |          |          |
| 2004–05       | Avangard Omsk           | RSL           | 53  | 12            | 16            | 28            | 56            | 10            | 2  | 1        | 3        | 6        |          |          |
| 2005–06       | HC Slavia Praha         | ČHL           | 52  | 21            | 23            | 44            | 58            | 15            | 3  | 8        | 11       | 16       |          |          |
| 2006–07       | HC Slavia Praha         | ČHL           | 52  | 22            | 23            | 45            | 66            | 6             | 1  | 4        | 5        | 0        |          |          |
| 2007–08       | HC Slavia Praha         | ČHL           | 40  | 25            | 11            | 36            | 61            | 19            | 10 | 3        | 13       | 8        |          |          |
| 2008–09       | HC Slavia Praha         | ČHL           | 46  | 27            | 41            | 68            | 44            | 18            | 12 | 12       | 24       | 8        |          |          |
| 2009–10       | Torpedo Nižnij Novgorod | KHL           | 53  | 14            | 20            | 34            | 40            | —             | —  | —        | —        | —        |          |          |
| 2010–11       | HC Davos                | NLA           | 45  | 21            | 28            | 49            | 20            | 12            | 5  | 12       | 17       | 6        |          |          |
| 2011–12       | HC Lugano               | NLA           | 45  | 16            | 33            | 49            | 18            | 6             | 1  | 1        | 2        | 4        |          |          |
| 2012–13       | HC Slavia Praha         | ČHL           | 13  | 12            | 3             | 15            | 6             | —             | —  | —        | —        | —        |          |          |
| 2012–13       | HC Lugano               | ČHL           | 8   | 0             | 0             | 0             | 4             | —             | —  | —        | —        | —        |          |          |
| 2012–13       | HC Lugano               | NLA           | 12  | 6             | 11            | 17            | 4             | 8             | 3  | 5        | 8        | 4        |          |          |
| 2013–14       | HC Slavia Praha         | ČHL           | 47  | 21            | 27            | 48            | 16            | 4             | 2  | 1        | 3        | 0        |          |          |
| 2014–15       | HC Slavia Praha         | ČHL           | 51  | 18            | 28            | 46            | 30            | —             | —  | —        | —        | —        |          |          |
| 2015–16       | Mountfield HK           | ČHL           | 50  | 13            | 29            | 42            | 44            | 6             | 4  | 2        | 6        | 8        |          |          |
| 2016–17       | Mountfield HK           | ČHL           | 49  | 11            | 36            | 47            | 12            | 11            | 2  | 7        | 9        | 4        |          |          |
| 2017–18       | Mountfield HK           | ČHL           | 46  | 15            | 27            | 42            | 20            | 12            | 1  | 4        | 5        | 4        |          |          |
| 2018–19       | HC Stadion Vrchlabí     | 2.ČHL         | 8   | 3             | 8             | 11            | 4             | 11            | 4  | 10       | 14       | 4        |          |          |
| 2019–20       | HC Stadion Vrchlabí     | 2.ČHL         | 32  | 24            | 44            | 68            | 20            | —             | —  | —        | —        | —        |          |          |
| 2020–21       | HC Slavia Praha         | 1.ČHL         | 21  | 7             | 14            | 21            | 14            | 5             | 1  | 3        | 4        | 4        |          |          |
| Celkem v ČHL  | Celkem v ČHL            | Celkem v ČHL  | 621 | 259           | 300           | 559           | 427           | 117           | 40 | 51       | 91       | 68       |          |          |
| Celkem v SM-l | Celkem v SM-l           | Celkem v SM-l | 109 | 66            | 56            | 122           | 107           | 5             | 3  | 1        | 4        | 0        |          |          |
| Celkem v NHL  | Celkem v NHL            | Celkem v NHL  | 102 | 10            | 25            | 35            | 30            | 3             | 0  | 0        | 0        | 0        |          |          |

## Reprezentace
| Rok                       | Tým                       | Soutěž                    | Z  | G | A | B | TM |
| ------------------------- | ------------------------- | ------------------------- | -- | - | - | - | -- |
| 2006                      | Česko                     | MS                        | 7  | 0 | 0 | 0 | 0  |
| 2007                      | Česko                     | MS                        | 7  | 1 | 0 | 1 | 0  |
| Seniorská kariéra celkově | Seniorská kariéra celkově | Seniorská kariéra celkově | 14 | 1 | 0 | 1 | 0  |